# Virginia Weidler
Virginia Weidler (* 21. März 1927 in Eagle Rock, Los Angeles, Kalifornien; † 1. Juli 1968 ebenda) war ein US-amerikanischer Kinderstar im Hollywood der 1930er- und frühen 1940er-Jahre.

## Leben und Wirken
Virginia Weidler war Tochter einer deutschen Einwandererfamilie. Ihr Vater war der gebürtig aus Georgsmarienhütte kommende Architekt Alfred Weidler (1886–1966), die Mutter Margaret Theresa Luise Weidler (1890–1987) hatte in Deutschland als Opernsängerin gearbeitet. Virginias älterer Bruder George William Weidler (1926–1989) wurde später Saxophonist und war von 1946 bis 1949 mit Doris Day verheiratet.
Weidler wurde seit früher Kindheit mit der Aussicht auf eine Schauspielkarriere gefördert. Ihre erste kleine Rolle hatte sie bereits mit vier Jahren im Warner-Baxter-Film Surrender (1931). Sie wurde von John Barrymore entdeckt und gefördert, in einigen seiner Filme hatte sie ebenfalls Auftritte. Ihren Durchbruch als Kinderdarstellerin feierte Weidler mit einer Nebenrolle in Mrs. Wiggs of the Cabbage Patch bei Paramount Pictures. Weidler galt als Naturtalent, das selbst großen Hollywood-Stars Szenen stehlen konnte.
Ab 1938 unter Vertrag bei MGM, spielte sie dort einige ihrer bekanntesten Rollen, darunter Auftritte in Die Frauen (1939) als Tochter von Norma Shearer sowie in Die Nacht vor der Hochzeit (1940) als clevere Schwester von Katharine Hepburn. Ihr Erfolg ließ Anfang der 1940er-Jahre nach, auch weil der gleichaltrige Kinderstar Shirley Temple bei MGM unterschrieb und ihr so die Rollen wegnahm. Weidlers letzter von 45 Filmen war das Musical Best Foot Forward aus dem Jahr 1943. Sie versuchte anschließend eine Karriere als Nachtclub-Sängerin und trat 1945 im Broadway-Stück The Rich Full Life auf, zog sich aber nach ihrer Heirat aus dem Showgeschäft zurück.
Von 1947 bis zu ihrem Tod war Weidler mit Lionel Krisel verheiratet, das Paar hatte zwei Söhne. Virginia Weidler litt an einer Herzschwäche und starb 1968 mit nur 41 Jahren an einem Herzinfarkt.

## Filmografie
- 1931: Surrender
- 1933: After Tonight
- 1933: Long Lost Father
- 1934: Stamboul Quest
- 1934: Mrs. Wiggs of the Cabbage Patch
- 1935: Laddie
- 1935: The Big Broadcast of 1936
- 1935: Freckles
- 1935: Peter Ibbetson
- 1935: Timothy’s Quest
- 1936: Trouble for Two
- 1936: The Big Broadcast of 1937
- 1936: Girl of the Ozarks
- 1937: Im Kreuzverhör (Maid of Salem)
- 1937: The Outcasts of Poker Flat
- 1937: Schiffbruch der Seelen (Souls at Sea)
- 1938: Love Is a Headache
- 1938: Scandal Street
- 1938:  Mother Carey’s Chickens
- 1938: Zu heiß zum Anfassen (Too Hot to Handle)
- 1938: Men With Wings
- 1938: Out West with the Hardys
- 1939: The Great Man Votes
- 1939: Fixer Dugan
- 1939: The Lone Wolf Spy Hunt
- 1939: The Rookie Cop
- 1939: Outside These Walls
- 1939: The Spellbinder
- 1939: Die Frauen (The Women)
- 1939: The Under-Pup
- 1939: Bad Little Angel
- 1939: Henry Goes Arizona
- 1940: Hölle, wo ist dein Sieg? (All This and Heaven Too)
- 1940: Der junge Edison (Young Tom Edison)
- 1940: Gold Rush Maisie
- 1940: Die Nacht vor der Hochzeit (The Philadelphia Story)
- 1940: Keeping Company
- 1941: Barnacle Bill
- 1941: I’ll Wait for You
- 1941: Babes on Broadway
- 1942: Born to Sing
- 1942: This Time for Keeps
- 1942: The Affairs of Martha
- 1943: The Youngest Profession
- 1943: Best Foot Forward